# البطولة الوطنية المجرية 1970
البطولة الوطنية المجرية 1970 (بالمجرية: 1970-es magyar labdarúgó-bajnokság)‏ هو الموسم 69 من  البطولة الوطنية المجرية. أشرف على تنظيمه اتحاد المجر لكرة القدم، وكان عدد الأندية المشاركة فيه  16، وفاز فيه نادي أويبست.